# Eglon van der Neer

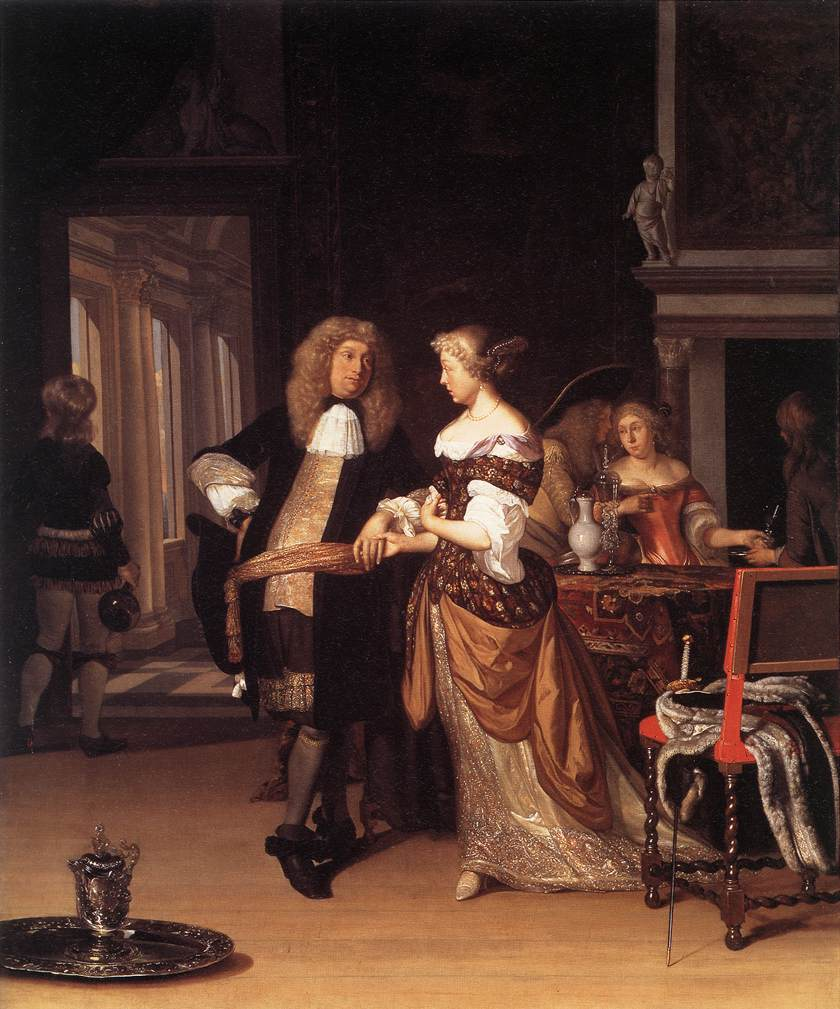
Elegant par i interiör (1678).

Eglon van der Neer, född 1635 eller 1636 i Amsterdam, död den 3 maj 1703 i Düsseldorf, var en nederländsk konstnär, son till Aert van der Neer.
van der Neer var elev till sin far och till Jacob van Loo. Han målade omväxlande landskap, mytologiska ämnen och i synnerhet glatt utförda, sirliga genrebilder i Frans van Mieris och Caspar Netschers anda. Han var efter vartannat verksam i Rotterdam, Frankrike, Haag, Bryssel och Düsseldorf, där han, som redan förut av Karl II av Spanien utnämnts till hovmålare, blev hovmålare på stat. Hans arbeten träffas i ett flertal av Europas statssamlingar, synnerligen rikt i Eremitaget i Sankt Petersburg och i Schleissheim samt i London. På Nationalmuseum i Stockholm är han representerad genom en målning daterad 1664, Gosse och flicka skjutande på småfåglar med blåsrör. I den forna Schagerströmska samlingen i Stockholm sågs Ung man med ett glas i handen.